# Суат Аталик
Суат Аталик (Истанбул, 10. октобар 1964) је турски шаховски велемајстор који у задњих неколико година наступа за Србију. Он је троструки турски шампион у шаху и први турски шахиста икада који је стекао титулу шаховског велемајстора.

## Шаховска каријера
Аталик је представљао Турску на Светском јуниорском првенству у шаху 1983. Представљао је Турску на седам Шаховских олимпијада (1984, 1986, 1988, 1992, 1994, 1998, 2006) и два пута Босну и Херцеговину (2002 и 2004).
Због несугласица у својој земљи, преузео је прво држављанство Босне и Херцеговине, потом и Србије. Током шаховске олимпијаде 2000. у Истанбулу, Аталик је инсистирао да игра за Босну, а не за Турску. Као резултат тога, организатори Олимпијаде су му забранили такмичење. Након избора новог националног шаховског савеза вратио се у репрезентацију Турске.
2003. је освојио прво место у Мар дел Плати. 2007. је поделио прво место са Мајклом Роизом на турниру Горење Ваљево.
Аталик је освојио 3. Првенство Медитерана у Анталији у Турској и 4. Првенство Медитерана у Кану у Француској.
Био је једини велемајстор регистрован у Турској шаховској федерацији од 1994. до 2005. године, када је Михаил Гуревич добио турско држављанство.
Суат Аталик је освојио сребро на Светском првенству за ветеране у Палерму (25. октобар – 5. новембар 2023).

## Запажене игре
- Суат Аталик против Ђуле Сакс, Мароција 1997, Нимзо-индијска одбрана: класична, Ноа варијација, варијација Сан Ремо (Е37), 1-0
- Флоријан Хандке против Суата Аталика, 16. опен 2000, Краљева индијска одбрана: Ортодоксна варијанта, Донер одбрана (Е94), 0-1
- Зураб Стуруа против Суата Аталика, Олимпијада на Бледу 2002, словенска одбрана: варијација камелеона, напредни систем (Д15), 0-1
- Суат Аталик против Пабла Зарницког, Бледска олимпијада 2002, Краљичина индијска одбрана: Каспаров-Петросјан. Класична варијација (Е12), 1-0

## Лични живот
Похађао је лицеј Галатасарај и студирао психологију на Универзитету Богазичи. 11. новембра 2005. оженио се 22-годишњом велемајсторком Екатерином Половниковом из Русије. Бивши изазивач светског шампиона Најџел Шорт, који је такође играо на Светском јуниорском првенству 1983. године, био му је кум на венчању.